# Щенсний Козебродзький
Щенсний Емерик Козебродзький гербу Болещиц (пол. Szczęsny Emeryk Koziebrodzki; 5 листопада 1826, Зашковичі, нині Городоцький район, Львівська область, Україна — 3 травня 1900, Глібів, тоді Скалатський повіт, нині Чортківський район, Тернопільська область) — польський дідич (зем'янин), громадсько-політичний діяч, археолог. Голова правління Скалатської повітової ради, дідич села Глібів.

## Життєпис
Від 1870 року — посол Галицького сейму кількох каденцій від Тернопільського округу (крайсу; курія великої земельної власності).
У 1876 році Щенсний Козебродзький разом з Адамом Кіркором провели археологічне обстеження печери Вертеби.
Від 1878 року — член археологічної та антропологічної комісій Академії Знань у Кракові.
Помер від запалення легень у рідному селі[джерело?], похований 6 травня 1900 у Глібові.

### Сім'я
У 1855 році одружився з Ольгою Голеєвською. Діти: Тадеуш, Ян, Антоній, Марія Ружа, Людвік (23.6.1869-10.11.1928) — посол Галицького крайового сейму 1913 р., після воєн — голова Львівського округу Польського Червоного Хреста.